# HOT TV
HOT TV é o primeiro canal de televisão pornográfico português de televisão por assinatura pertencente à HOT Gold. Este canal foi lançado na ZON TV Cabo a 2 de Julho de 2009. Atualmente o HOT TV também está disponível no Meo, na NOS e na Vodafone.